# Shiawassee County
Shiawassee County är ett administrativt område i delstaten Michigan, USA, med 70 648 invånare. Den administrativa huvudorten (county seat) är Corunna.

## Geografi
Enligt United States Census Bureau har countyt en total area på 1 401 km². 1 396 km² av den arean är land och 5 km² är vatten.

### Angränsande countyn
- Saginaw County - norr
- Genesee County - öst
- Clinton County - väst
- Livingston County - sydost
- Ingham County - sydväst
- Gratiot County - nordväst

### Orter
- Corunna (huvudort)
- Durand
- Laingsburg
- Ovid (delvis i Clinton County)
- Owosso
- Perry